# Chantefleurs et chantefables
Chantefleurs et chantefables is een liederencyclus van Witold Lutosławski. Voor de teksten gebruikte de Poolse componist gedichten van Robert Desnos. De gedichten waren bedoeld voor kinderen van vrienden en kennissen van de schrijver, geschreven in 1944. Desnos werd afgevoerd naar Flossenbürg en later naar  Theresienstadt, alwaar hij zou overlijden in 1945. De gedichten werden pas na zijn dood gepubliceerd. Lutosławski gebruikte al eerder teksten van Desnos in een veel vroeger compositie Les espaces du sommeil. Lutosławski zette bijpassende kamermuziek onder de teksten.
De gebruikte gedichten:
1. La belle-de-nuit (Bonte wonderbloem)
2. La sauternelle (sprinkhaan)
3. La véronique (Ereprijs)
4. L’églantine, l’aubépine et la glycine (Wilde roos, meidoorn en blauweregen)
5. La tortue (schildpad)
6. La rose (roos)
7. L’alligator (alligator)
8. L’angélique (angelica)
9. Le papillon (vlinder)

Lutosławski schreef Chantefleurs et chantefables voor
- sopraan
- 1 dwarsfluit, 1 hobo’s, 1 besklarinet tevens esklarinet,  1 fagot
- 1 hoorns, 1 trompetten, 1 trombones
- pauken,  percussie, 1 harp, 1  piano tevens celesta
- violen (8 eerste en 6 tweede) ,4  altviolen, 4 celli, 2 contrabassen

## Discografie
- Uitgaven Naxos
  - bestelnr. 8.572450: Valdine Anderson met het New Music Concerts Ensemble o.l.v. de componist (liveopname 1993)
  - bestelnr. 8.553202: Olga Pasiecznik  met het Pools Nationaal Radio-Symfonieorkest o.l.v. Antoni Wit
- Uitgave Chandos: Lucy Crowe met het BBC Symphony Orchestra o.l.v. Edward Gardner
- Uitgave Bis Records: Valdine Anderson met het BBC National Orchestra of Wales o.l.v. Tadaaki Otaka